# Безкоровайний Ярослав Михайлович
Ярослав Михайлович Безкоровайний (нар. 8 травня 1986, Бережани, Тернопільська область) — український актор театру та кіно.

## Життєпис
Народився 8 травня 1986 в місті Бережани, Тернопільської області.
Закінчив Теребовлянське вище училище культури (режисер видовищно-театралізованих заходів) та Київський національний університет театру, кіно і телебачення ім. І. В Карпенка-Карого (актор театру і кіно). 
У 2004-2007 роках працював актором у Львівському обласному академічному музично-драматичному театрі ім. Ю. Дрогобича (артист драми).
У 2009-2010 роках працював на Першому національному телеканалі (актор, асистент режисера, диктор).
З 2011 року актор Дніпровського академічного музично-драматичного театру ім. Т. Г. Шевченка (артист драми).
Одружений, виховує доньку та сина.

## Ролі в театрі
- «Шельменко-денщик» Г. Квітки-Основ'яненка — Шельменко
- «Сватання на Гончарівці» Г. Квітки-Основ'яненка — Стецько
- «Панночка» Ніни Садур — Хома Брут
- «Тіні забутих предків» М.Коцюбинського — Іванко
- «Філумена Мортурано» Едуардо де Філіппо — Мікеле
- «Дуже проста історія» Марії Ладо — Пес Здоровань
- «Дорога Олена Сергіївна» Л.Розумовскої — Вітя
- «Лісова пісня» Лесі Українки — Перелісник, Куць

## Фільмографія
- 2013 — Червоне намисто
- 2017 — Червоний
- 2018 — Шляхетні волоцюги
- 2018 — Крути 1918
- 2017 — Донбас
- 2020 — Я працюю на цвинтарі — Гліб, копач
- 2020 — Спіймати Кайдаша (серіал) — Василь, друг Карпа